# إليزابيث فينلر
إليزابيث (جوسلين) فينلير (بالإنجليزية: Elizabeth J. Feinler)، هي عالمة معلوماتية أمريكية ولدت في 2 مارس 1931 في ويلينغ، فيرجينيا الغربية. قبل أن يطلق عليه اسم الإنترنت، كان أربانت (ARPAnet) مجرد سلسلة  من العُقَد التي تشرف عليها وزارة الدفاع، والتي تربط العديد من المؤسسات البحثية ببعضها البعض. كان معهد ستانفورد للأبحاث هو «العقدة» التي أشرفت على الدليل الكامل للإنترنت الوليد، من خلال «مركز معلومات الشبكة» (Network Information Center - NIC). وقد كان المركز تحت إدارة إليزابيث، والتي اشتهرت بـ «جيك». (أثناء طفولتها، كان يظهر نطق أخت فينلر لاسم أختها حين تقول «بيتي جو» على أنه «بيبي جيك» - ومن هنا كان الاسم المستعار). فيما بعد، تجسد جوجل في هيئة فينلر، بصفحاته التنظيمية البيضاء والصفراء لكل نطاق على الإنترنت. ساعدت فينلير في الانتقال إلى نظام أسماء النطاقات؛ كما ساعدت في إدخال بروتوكول تسمية النطاق، مثل: .net و.com و.gov 

## بداية حياتها ودراستها
ولدت فينلر في الثاني من مارس / آذار عام 1931 في مدينة ويلينج بولاية فرجينيا الغربية ونشأت هناك. حصلت على شهادة البكالوريوس من كلية ويست ليبرتي ستيت، وكانت أول فرد من أسرتها يلتحق بالكلية.

## حياتها المهنية

### بداية حياتها المهنية
كانت تعمل على أبحاث الدكتوراه في الكيمياء الحيوية في جامعة بوردو عندما قررت أن تكسب بعض المال عن طريق العمل لمدة عام أو عامين قبل البدء في أطروحتها. عملت في مركز استخلاص المواد الكيميائية في كولومبوس في أوهايو، وعملت محررة مساعدة في مشروع ضخم لفهرسة المركبات الكيميائية حول العالم. أصبحت بعدها شغوفةً بإنشاء مجموعات البيانات الضخمة هذه ولم تعد إلى الكيمياء الحيوية أبدًا. بل انتقلت في عام 1960 إلى كاليفورنيا وانضمت إلى قسم أبحاث المعلومات في معهد ستانفورد للأبحاث (SRI) حيث عملت على تطوير مرجع علم الأدوية النفسية ومرجع اقتصاد العمليات الكيميائية.

## عملها على اربانيت ومركز معلومات الشبكة (NIC)
قادت فينلر قسم الأبحاث الأدبية في مكتبة معهد ستانفورد للأبحاث، دعاها دوغ إنغلبارت في عام 1972 للانضمام إلى مركز أبحاث التطوير (ARC) الذي موّله مكتب تقنيات معالجة المعلومات التابع لوكالة مشاريع الأبحاث المتقدمة بالولايات المتحدة (DARPA). كانت مهمتها الأولى كتابة مرجع موارد للعرض الأولي للأربانيت في المؤتمر الدولي للاتصالات الحاسوبية. وأصبحت بحلول عام 1974 الباحثة الرئيسية في مهمة المساعدة في تخطيط وتشغيل مركز معلومات الشبكة (NIC) الجديد لأربانيت.
قدم مركز معلومات الشبكة خدمات مرجعية للمستخدمين (مبدئيًا عبر الهاتف والبريد)، وأنشأ المركز ونشر دليلًا للأشخاص (الصفحات البيضاء) ودليلًا للموارد (الصفحات الصفراء، وقائمة الخدمات) ومرجع البروتوكول. أحضر بيرنيك ونيومان بعد إنشاء مركز عمليات الشبكة في بولت مخدمات جديدة للشبكة، وسجل مركز معلومات الشبكة الأسماء ووفر إمكانية التحكم والوصول لمراحل العمل الأخيرة ومراجعة الحسابات ومعلومات الفوترة وطلبات التعليقات الموزعة (RFCs). تعاونت فينلر مع ستيف كروكر وجون بوستل وجويس رينولدز وأعضاء آخرين في مجموعة شبكة العمل (NWG) لتطوير طلبات التعليقات الموزعة إلى مجموعة من الملاحظات الفنية لأربانيت التي تطورت لشبكة الإنترنت لاحقًا. قدم مركز معلومات الشبكة الروابط الأولى للوثائق عبر الإنترنت باستخدام نظام المجلة الإلكترونية الذي تطُوّر في مركز أبحاث التطوير (ARC). واصل إنغلبارت أبحاثه الرائدة في مركز أبحاث التطوير بينما قدم مركز معلومات الشبكة خدماته لجميع مستخدمي الشبكة. أدى ذلك إلى إنشاء مشروع مركز معلومات شبكة بشكل منفصل تحت إدارة فينلر.
حدد فريق مجموعة شبكة العمل (NWG) مع فينلر تنسيق ملف نصي بسيط لأسماء المضيفين في عام 1974، ونُقّح التنسيق عدة مرات مع تطور علم الشبكات. وتم تحديث جدول المضيف بشكل يومي تقريبًا. سيطرت وكالة اتصالات وزارة الدفاع (DCA) في عام 1975 على المراقبة والدعم التشغيلي، وقُسمت أربانيت بمرور الوقت إلى شبكات بحثية وعسكرية. استخدمت وكالة اتصالات وزارة الدفاع اسم شبكة بيانات الدفاع للإشارة إلى مجموعتها، وكان مركز معلومات الشبكة بمثابة مركز المعلومات الخاص بها. استخدم مركز معلومات الشبكة (NIC) البريد الإلكتروني وبروتوكول نقل الملفات (FTP) لتوصيل المعلومات إلى المستخدمين عبر الشبكة عندما أصبحا متاحين في عام 1976. انتقل بوستل إلى معهد علوم المعلومات في عام 1977، وانتقل معه محرر طلبات التعليقات الموزعة وتوابع تحديد الأرقام، بينما بقي مركز معلومات الشبكة في معهد ستانفورد للأبحاث (SRI). كانت فينلر ومجموعتها يعملون على طرق لتوسيع نطاق خدمة الأسماء في عام 1979. وعرّفت كين هيرينشتاين وفيك وايت من مجموعتها بروتوكول الإنترنت في عام 1982 والذي سمح بالوصول إلى دليل الأشخاص عبر الإنترنت وسُمّي (هو إز-WHOIS). ومع توسع شبكة الإنترنت، صُمم نظام أسماء النطاقات لمواكبة النمو عن طريق تفويض إمكانية التسمية لخوادم الأسماء الموزعة. وأصبحت مجموعتها المسؤولة عن التسمية بشكل كامل لشبكة الإنترنت، فقد طورت وأدارت سجلات أسماء نطاقات المستوى الأعلى مثل.mil و.gov و.edu و.org و.com و.us.وعلى الرغم من أن نطاقات المستوى الأعلى المصممة لخدمة فئات عامة مثل.com كانت أحد اقتراحات فريق مركز معلومات الشبكة (NIC) فقد تمت الموافقة عليها من قبل مجموعة مطوري الإنترنت.

## نهاية حياتها المهنية
عملت فينلر مديرة لمتطلبات الشبكة بعد مغادرتها معهد ستانفورد للأبحاث (SRI) في عام 1989، وساعدت في تطوير مبادئ إدارة مركز معلومات شبكة الإنترنت العلمية لوكالة ناسا (NSI) في مركز أبحاث أميس التابع لناسا. تبرعت فينلر بمجموعة واسعة من أوراق أبحاث الإنترنت الأولية لمتحف تاريخ الكمبيوتر في ماونتن فيو في كاليفورنيا، وعملت بعد تقاعدها من ناسا عام 1996 متطوعة في المتحف لتنظيم المواد. نشرت جزءًا من تاريخ مركز معلومات الشبكة في عام 2010. مُنحت فينلر في عام 2012 جائزة مشاهير الإنترنت من قبل جمعية الإنترنت. [15] وحصلت في تموز / يوليو من عام 2013 على جائزة جوناثان بوستل عن مساهماتها في تطوير المراحل الأولية للإنترنت وإدارتها من خلال مسؤوليتها عن مركز معلومات الشبكة (NIC) لأربانيت.